# Irina
Irina je žensko osebno ime.

## Izvor imena
Ime Irina je različica ženskega osebnega imena Irena.

## Pogostost imena
Po podatkih Statističnega urada Republike Slovenije je bilo na dan 31. decembra 2007 v Sloveniji število ženskih oseb z imenom Irina: 109.

## Osebni praznik
V koledarju je ime Irina zapisano skupaj Ireno.